# Shajiabang
Shajiabang (xinès simplificat: 沙家浜, pinyin: Shājiābāng); coneguda pel nom en anglès Sparks Amid the Reeds, és una òpera revolucionària xinesa i una de les huit òperes model permeses durant la Revolució Cultural.

## Producció
Va ser produïda per primera vegada com una òpera de Shanghai titulada Ludang Huozhong (xinès simplificat: 芦荡火种, pinyin: Lúdàng huǒzhòng) el 1958 per la Troupe d'Òpera Hu. L'octubre de 1963, la Primera Companyia d'Òpera de Beijing la va adaptar com a òpera de Pequín. Mao Zedong la va vore l'any 1964 i va demanar que es canviara el títol, ja que les espurnes no encendrien les canyes humides, de manera que va rebre el nom del lloc on transcorre l'acció, la ciutat de Shajiabang ("rierol de la família de les sorres"). Jiang Qing (l'esposa de Mao, una figura destacada de la Revolució Cultural), va insistir que s'ampliara el paper del comissari polític de l'Exèrcit Roig. Les rutines de ball també van ser revisades, l'òpera no va arribar a la forma definitiva fins al 1970. Wang Zengqi també hi va contribuir.

## Sinopsi

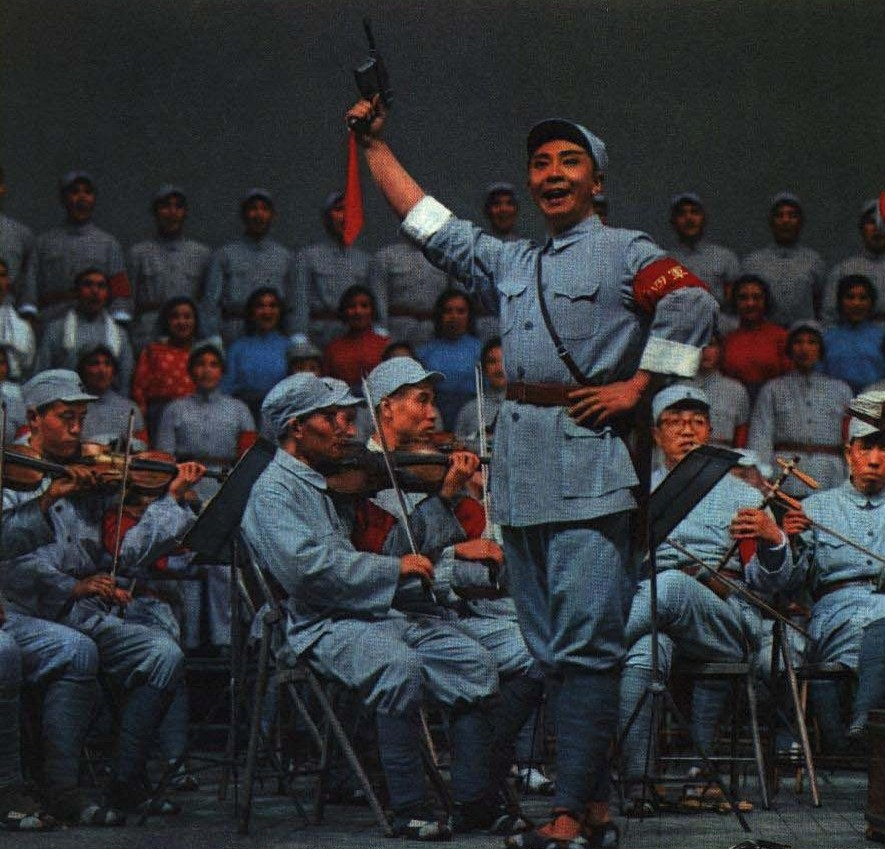
El comissari de l'Exèrcit Roig Guo Jianguang fa un gest amb una pistola metralladora; darrere seu toca l'orquestra.

Ambientada durant la Segona Guerra Sino-japonesa ("Guerra de Resistència", principis dels anys quaranta) al territori dominat pels japonesos a l'oest de Shanghai. Shajiabang és una ciutat al costat del llac Yangcheng. La germana Aqing dirigeix una casa de te visitada pels oficials d'un grup col·laboracionista xinés; però sense que ells ho saben, ella és membre del Partit Comunista de la Xina, i està ajudant els soldats ferits del Nou Quart Exèrcit que s'amaguen als aiguamolls.

## Llegat
Shajiabang es va convertir en una pel·lícula el 1971 pel Changchun Film Studio, i la partitura també s'ha interpretat com una "simfonia revolucionària".
Una sala d'exposicions de la història revolucionària de Shajiabang es va obrir el 1988 i es va ampliar el 2006.